# Irvin Koszewski
Irvin "Zabo" Koszewski (ur. 20 sierpnia 1924 w Camden, zm. 29 marca 2009 w Doylestown) – profesjonalny amerykański kulturysta, aktor i kaskader. Był szczególnie znany ze swoich perfekcyjnie wyćwiczonych mięśni brzucha. John Balik, dziennikarz magazynu Iron Man, stwierdził, że (Koszewski) posiadał doskonale wyrzeźbiony dziesięciopak mięśni brzucha, podczas gdy wszyscy są w stanie wyrzeźbić sobie jedynie sześciopak. 

## Życiorys

### Wczesne lata
Urodził się w Camden w New Jersey. Jego rodzice pochodzili z Polski. Mając 16 lat, gdy dostał przepuklinę, nie chciał zrezygnować z gry w futbol amerykański i przystąpił do ćwiczeń siłowych. Rodzice kupili mu specjalny pas ochronny. Kiedy przepuklina rosła, został przewieziony do szpitala, gdzie miał poddać się operacji. Kiedy leżał już na stole operacyjnym w ostatniej chwili zrezygnował z operacji, postanowił spróbować ćwiczeń wzmacniających mięśnie brzucha. I dzięki olbrzymiej ilości wykonywanych ruchów - z czasem doszedł do znakomitych wyników. Po przepuklinie nie było śladu, a mięśnie brzuszne rozwinął. Kiedy już w 1942 roku dochodził do formy, został powołany do wojska. Przebywał na Filipinach i Japonii, gdzie służył w randze sierżanta. Tam zachorował na malarię, zakażenie krwi i jakąś nierozpoznaną chorobę, stracił prawie 24 kg na wadze (z 85 kg na 61 kg). Po powrocie do zdrowia zaczął nad sobą znów pracować. 

### Kariera
Zainspirowany zdjęciem Eugena Sandowa, w 1947 roku startował w konkursie do tytułu Mistera New Jersey i zajął czwarte miejsce. Rok później zdobył tytuł Mistera New Jersey 1948. W 1953 roku wraz z Edem Fury i Bertem Elliottem otrzymał tytuł Mistera Los Angeles. W latach 1953-55 zdobywał tytuły Mr. California i Mr. Pacifić Coast. W 1956 roku w konkursie o tytuł Mr. America znalazł się na trzecim miejscem, zwycięzcą był Bill Pearl, a drugie miejsce zdobył Clarence Ross.  
Mae West zatrudniła go do swojego słynnego Variety Show w nowojorskiej Dzielnicy Łacińskiej, na którym znalazło się szereg modeli-kulturystów, w tym Mickey Hargitay, Charles Krauser, Richard DuBois, Joe Gold, Dominic Juliano, Chuck Pendleton, Armand Tanny i George Eiferman.
Zdjęcie Koszewskiego znalazło się na charakterystycznym kolażu pop-art Just what is it that makes today's homes so different, so appealing? (z 1956 roku) autorstwa brytyjskiego malarza Richarda Hamiltona.
Okazjonalnie zajmował się aktorstwem. Wystąpił w komedii muzycznej Richarda Thorpe'a Atena (1954) z Jane Powell, Spartakus (Spartacus, 1960), komedii J. Lee Thompsona Johnie Goldfarb, proszę do domu! (John Goldfarb, Please Come Home!, 1965) z Shirley MacLaine, Planeta Małp (Planet of the Apes, 1968) oraz komedii kryminalnej Tommy'ego Chonga Przyjemnych snów (Nice Dreams, 1981) oraz był dwukrotnie kaskaderem Chonga w komedii Z deszczu pod rynnę (Things Are Tough All Over, 1982). W 2005 wziął udział w filmie dokumentalnym a/k/a Tommy Chong. 
W roku 2007 powołany został na członka International Federation of Body. 
Zmarł 29 marca 2009 w Doylestown w Pensylwanii na zapalenie płuc w wieku 84. lat.

## Tytuły
Był zdobywcą następujących tytułów kulturystycznych:
- 1953 Mr. Los Angeles
- 1953 Mr. California
- 1954 Mr. California

## Filmografia
- 1954: Atena jako zawodnik
- 1959: You Bet Your Life w roli samego siebie/drugie miejsce Mr. America
- 1960: Spartakus (Spartacus) jako żołnierz
- 1965: Johnie Goldfarb, proszę do domu! (John Goldfarb, Please Come Home!) jako piłkarz
- 1968: Planeta Małp (Planet of the Apes) jako Gorilla
- 1981: Przyjemnych snów (Nice Dreams) jako kulturysta
- 1982: Z deszczu pod rynnę (Things Are Tough All Over) - kaskader
- 2005: a/k/a Tommy Chong w roli samego siebie